# Sky factor

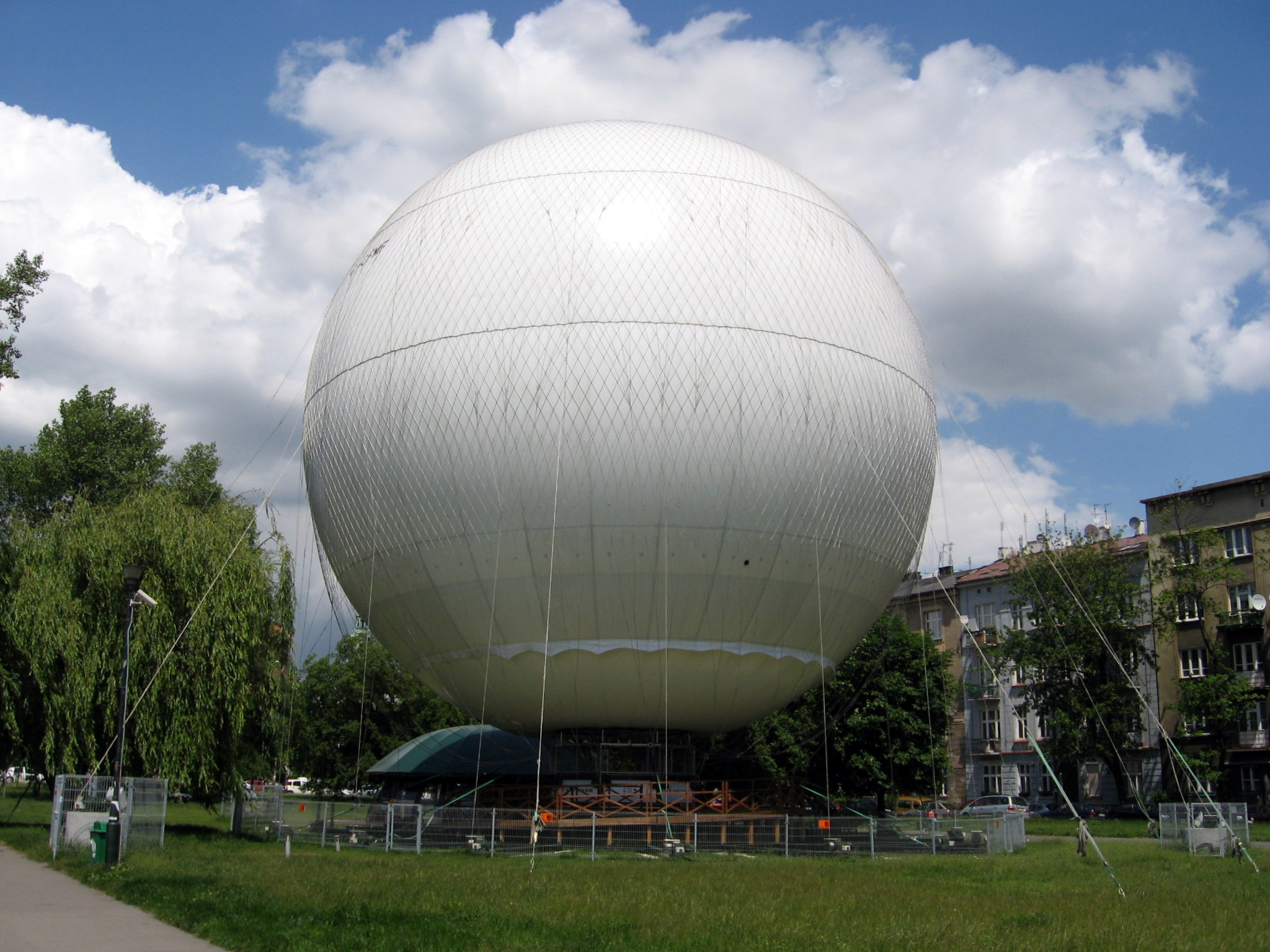

Sky factor (ung. himmelsfaktor) är ett mått på hur mycket solljus som når en yta. I beräkningen antar man att ett jämnt ljus utstrålas från hela himlen. Toppen av ballongen på bilden har en sky factor på 100%; från den punkten är ingen del av himlen skymd. Rör man sig sedan nedåt längs ballongens yta sjunker sky factorn då mindre och mindre av himlen är synlig. Fortsätter man sedan från bottnen och ut på gräsmattan kommer sky factorn återigen att öka då man kommer längre från ballongen som skymmer himlen. 
Sky factor används bland annat inom arkitekturen för att räkna på hur mycket ljus som når in i en byggnad eller hur mycket den skymmer ljuset för omgivningen.